# Peugeot 4007
Peugeot 4007 je automobil, který od 12. července 2007 až do roku 2012 vyráběla francouzská automobilka Peugeot. Od stejné doby se vyráběl i Citroën C-Crosser, který je s tímto modelem téměř stejný. Jedná se o Crossover, který je postaven na bázi druhé generace Mitsubishi Outlander.

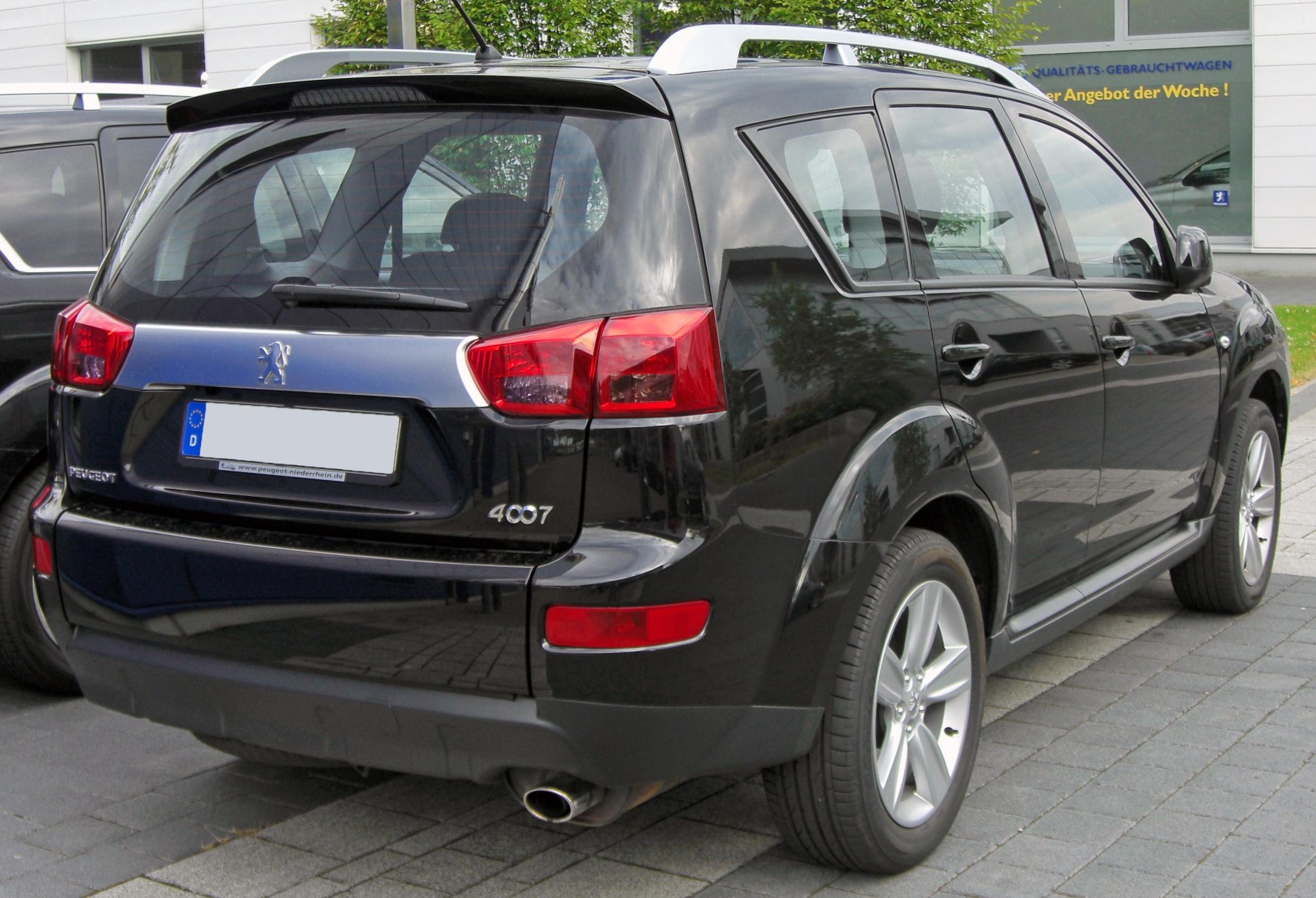
Peugeot 4007 (2007–2012)
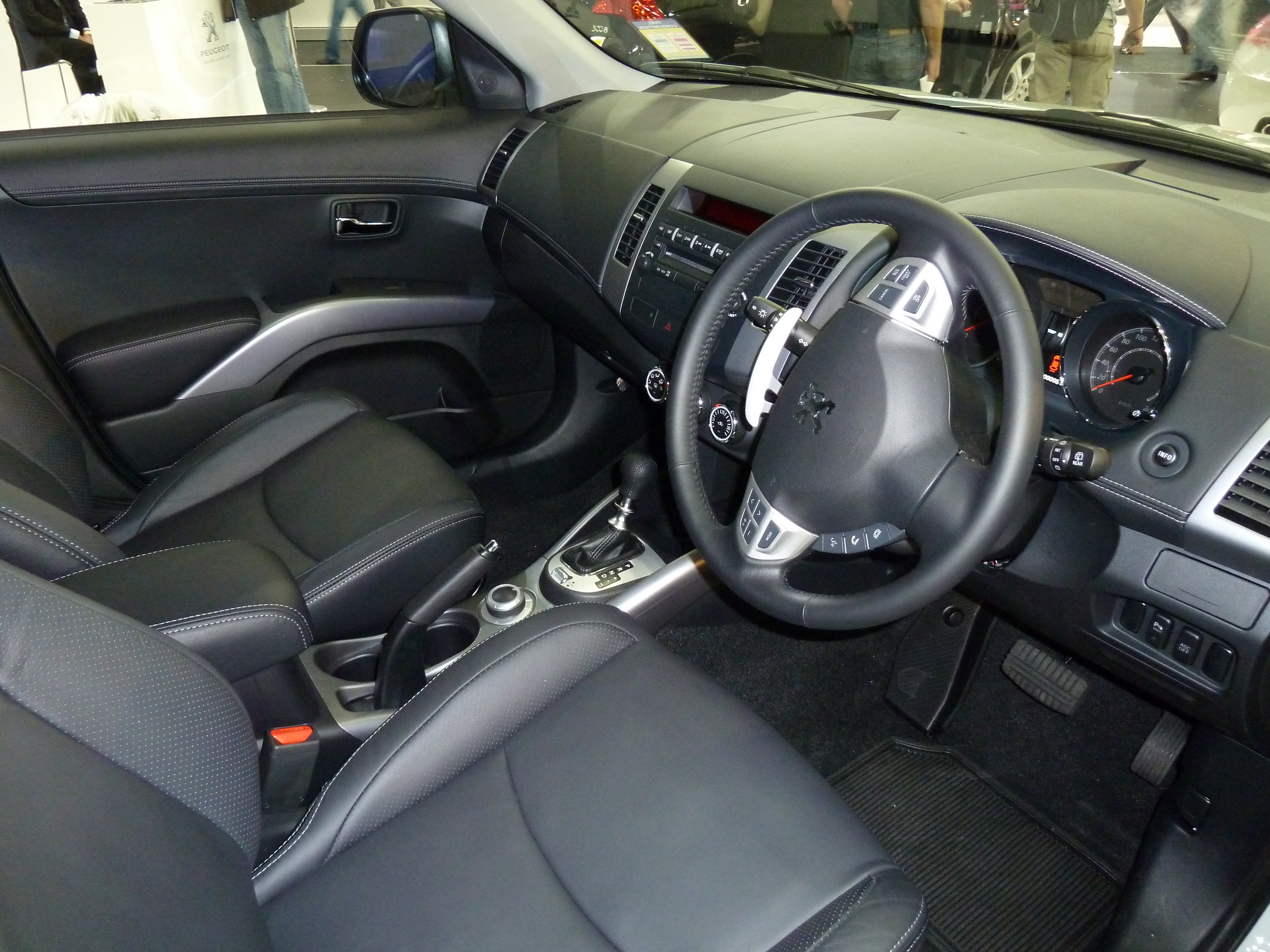
Interiér vozu

## Výrobní závody
- Mizushima, Kurašiki, prefektura Okajama, Japonsko
- Nagoya, Okazaki, prefektura Aiči, Japonsko
- Netherlands Car B.V. (NedCar), Born, provincie Limburg, Nizozemsko – od roku 2009
- PCMA Rus, Kaluga, Kalužská oblast, Rusko – od roku 2010

## Motory
| Model           | Kód motoru      | Kód motoru      | Počet válců     | Počet ventilů   | Ventilový rozvod | Vrtání × zdvih [mm] | Zdvihový objem [cm³] | Příprava směsi  | Přeplňování     | Palivo          | Max. výkon [kW (k) při ot./min] | Max. točivý moment [Nm při ot./min] |
| Zážehové motory | Zážehové motory | Zážehové motory | Zážehové motory | Zážehové motory | Zážehové motory  | Zážehové motory     | Zážehové motory      | Zážehové motory | Zážehové motory | Zážehové motory | Zážehové motory                 | Zážehové motory                     |
| --------------- | --------------- | --------------- | --------------- | --------------- | ---------------- | ------------------- | -------------------- | --------------- | --------------- | --------------- | ------------------------------- | ----------------------------------- |
| 2,0i 16V        | 4B11            | AFZ             | R4              | 16V             | DOHC             | 86,0 × 86,0         | 1998                 | ECI-MULTI       | ne              | Benzín          | 108 (147) při 6000              | 199 při 4200                        |
| 2,4i 16V        | 4B12            | SFZ             | R4              | 16V             | DOHC             | 88,0 × 97,0         | 2360                 | ECI-MULTI       | ne              | Benzín          | 125 (170) při 6000              | 232 při 4100                        |
| 2,4i 16V        | 4B12            | SFY             | R4              | 16V             | DOHC             | 88,0 × 97,0         | 2360                 | ECI-MULTI       | ne              | Benzín          | 125 (170) při 6000              | 232 při 4100                        |
| Vznětové motory |                 |                 |                 |                 |                  |                     |                      |                 |                 |                 |                                 |                                     |
| 2,2 HDI FAP     | DW12 MTED4      | 4HN             | R4              | 16V             | DOHC             | 85,0 × 96,0         | 2179                 | DI–CR           | VGT, IC         | Diesel          | 115 (156) při 4000              | 380 při 2000                        |
| 2,2 HDI FAP     | DW12 MTED4      | 4HK             | R4              | 16V             | DOHC             | 85,0 × 96,0         | 2179                 | DI–CR           | VGT, IC         | Diesel          | 115 (156) při 4000              | 380 při 2000                        |